# Liste von Steinbloß-Gebäuden im Mühlviertel
Die Liste von Steinbloß-Gebäuden im Mühlviertel enthält musterhafte Beispiele von Gebäuden im Steinbloß-Stil, einem typischen Baustil von alten Dreiseithöfen, Kapellen und Nebengebäuden im oberösterreichischen Mühlviertel.

## Liste von Steinbloß-Gebäuden im Mühlviertel

### Denkmalgeschützte Steinbloß-Gebäude
| Gemeinde                   | Gebäude mit Koordinaten                  | Bild | Bemerkung                                                              |
| -------------------------- | ---------------------------------------- | ---- | ---------------------------------------------------------------------- |
| Altenberg bei Linz         | Bauernhof Kulm 11                        |      | denkmalgeschützt (Listeneintrag), im 19. Jh. errichtet                 |
| Altenberg bei Linz         | Gemeindeamt Altenberg bei Linz           |      | denkmalgeschützt (Listeneintrag), 1927–1930 von Mauriz Balzarek erbaut |
| Grünbach                   | Mesnerhaus in Oberrauchenödt             |      | denkmalgeschützt (Listeneintrag)                                       |
| Gutau                      | Wirtschaftsgebäude Riedlhammer           |      | denkmalgeschützt (Listeneintrag), Erdgeschoß im Steinbloßstil          |
| Hellmonsödt                | Freilichtmuseum Pelmberg                 |      | denkmalgeschützt (Listeneintrag)                                       |
| Hirschbach im Mühlkreis    | Bauernmöbelmuseum                        |      | denkmalgeschützt (Listeneintrag)                                       |
| Hirschbach im Mühlkreis    | Franz von Zülow-Haus                     |      | denkmalgeschützt (Listeneintrag)                                       |
| Königswiesen               | Haider Dorfkapelle                       |      | denkmalgeschützt (Listeneintrag), im 19. Jh. errichtet                 |
| Lichtenberg                | Giselawarte                              |      | denkmalgeschützt (Listeneintrag), 1857                                 |
| Liebenau                   | Handwerkerhaus                           |      | denkmalgeschützt (Listeneintrag)                                       |
| Liebenau                   | Ortskapelle Schöneben                    |      | denkmalgeschützt (Listeneintrag)                                       |
| Linz, Stadtteil Urfahr     | Pöstlingbergkirche                       |      | denkmalgeschützt (Listeneintrag), rechte Querarmfassade                |
| Neustift im Mühlkreis      | Pfarrkirche Rannariedl                   |      | denkmalgeschützt (Listeneintrag), steinbloßer Turm um 1950             |
| Rechberg                   | Großdöllnerhof                           |      | denkmalgeschützt (Listeneintrag)                                       |
| Rohrbach-Berg              | Dorfkapelle von Katzing                  |      | denkmalgeschützt (Listeneintrag), 19. Jh.                              |
| St. Leonhard bei Freistadt | Zehentturm                               |      | denkmalgeschützt (Listeneintrag)                                       |
| Unterweißenbach            | Kapelle (Glashüttenkreuz) in Hinterreith |      | denkmalgeschützt (Listeneintrag), erbaut 1839                          |
| Weitersfelden              | Hoisn-Hof                                |      | denkmalgeschützt (Listeneintrag), 19. Jh.                              |
| Weitersfelden              | Hoisn-Kapelle                            |      | denkmalgeschützt (Listeneintrag), um 1890 erbaut                       |

### Ortschaften im Steinbloß-Stil
| Gemeinde                 | Ortschaft mit Koordinaten | Bild | Bilder, Bemerkung                         |
| ------------------------ | ------------------------- | ---- | ----------------------------------------- |
| Bad Leonfelden           | Dürnau                    |      | gesamte Ortschaft im Steinbloßstil        |
| Klaffer am Hochficht     | Pfaffetschlaghäuseln      |      | mehrere Steinbloß-Bauten in der Ortschaft |
| Königswiesen             | Ortschaft Mötlas          |      | mehrere Steinbloß-Bauten in der Ortschaft |
| Neumarkt im Mühlkreis    | Ortschaft Stiftung        |      | viele Steinbloß-Bauten in der Ortschaft   |
| Ottenschlag im Mühlkreis | Dorfplatz Ottenschlag     |      | mehrere Steinbloß-Bauten in der Gemeinde  |
| Rohrbach-Berg            | Ortschaft Katzing         |      | mehrere Steinbloß-Bauten in der Ortschaft |
| Zwettl an der Rodl       | Ortschaft Langzwettl      |      | mehrere Steinbloß-Bauten in der Ortschaft |

### Weitere Einzelgebäude im Steinbloßstil
| Gemeinde        | Gebäude mit Koordinaten            | Bild | Bemerkung |
| --------------- | ---------------------------------- | ---- | --------- |
| Aigen-Schlägl   | Bauernstadl in Wurmbrand           |      |           |
| Bad Leonfelden  | Sternsteinwarte                    |      |           |
| Bad Leonfelden  | Wirtschaftstrakt des Hofs Pötscher |      |           |
| Linz            | Schiefersedergut                   |      |           |
| Unterweißenbach | Bergergut                          |      |           |
| Weitersfelden   | Kammererhof und Kammererkapelle    |      |           |